# The Mamas & the Papas
The Mamas and the Papas (укр. Мами й тати) — американський вокальний ансамбль, що утворився у 1965 році. До складу входили: композитор, співак і гітарист Джон Філліпс, його дружина Мішель, співаки Денні Доерті й Кесс Елліот. Гурт існував з 1965 по 1968 рік (на короткий період часу возз'єднався у 1971-1972) і видав за цей час п'ять музичних альбомів і десять хіт-синглів. Часто асоціюється з рухом хіпі. Гурт включено до Зали слави рок-н-ролу.

## Історія гурту
Після розпаду їхніх фольк-гуртів The Mugwumps і The New Journeymen, Джон і Мішель Філіпс разом із канадським співаком Денні Доерті заснували новий ансамбль. Кесс Елліот останньою долучилася до гурту. Музиканти переїхали до Нью-Йорка і декотрий час виступали під назвою The Magic Circle. У 1965 році гурт підписав контракт із фірмою звукозапису Dunhill та змінив назву на The Mamas & the Papas. Першою піснею, випущеною синглом, стала California Dreamin', написана Джоном і Мішель, які відчували ностальгію за теплою Каліфорнією, поки мешкали в холодному Нью-Йорку. Пісня стала хітом, і з неї почалася історія успіху гурту. Крім неї (№ 4) до першої десятки Billboard Hot 100 потрапили хіти «Monday, Monday», «Go Where You Wanna Go», і «Dedicated To The One І Love». Особливими рисами їхньої музики були багатоголосся (в записі вокалу брали участь усі члени гурту), використання акустичних гітар, струнних інструментів і флейт, мелодійність, ліричні тексти. Саме перу Джона Філіпса належить один із гімнів руху хіпі, «San Francisco (Be Sure to Wear Flowers in Your Hair)», записаний Скотом Маккензі (1967, 1-е місце у Великій Британії).
Долю гурту супроводжували проблемні взаємини між його членами. Мішель Філіпс і Денні Доерті з самого початку існування колективу мали таємний зв'язок, що врешті стало відомо Джонові Філіпсу, чоловікові Мішель, і Кесс Елліот, яка була таємно закохана у Денні. Тема складних взаємин та невірності стала панівною у піснях ансамблю («Look Through My Window», «Got a Feeling», «I Saw her Again» тощо). Згодом у Мішель почався роман із Джином Кларком із гурту The Byrds, що спричинило розпач її попередніх партнерів — Джона і Денні. Врешті, у червні 1966 року Мішель було звільнено з гурту, а її місце посіла Джил Ґібсон (Jill Gibson) — подруга продюсера гурту Лу Адлера. У серпні того ж року Мішель помирилася з Джоном і її було прийнято назад. Але через два роки The Mamas & the Papas розпалися, зокрема з ініціативи Кесс Елліот, яка прагнула почати сольну кар'єру. Водночас Джон і Мішель почали розлучний процес.
У 1971 році члени ансамблю возз'єдналися і записали останній альбом People Like Us, що не здобув успіху.
Кесс «Мама» Елліот мала великий успіх як сольна артистка. Але, оскільки страждала від ожиріння та кількох інших захворювань, померла від серцевого нападу у 1974 році в Лондоні, під час сольного концертного турне. Джон Філіпс помер у 2001 році в Лос-Анджелесі, а Денні Доерті — 19 січня 2007 року у своєму будинку в Канаді. Мішель Філіпс почала кар'єру в кіно, брала участь у записі дисків деяких музикантів як бек-вокалістка. Нині вона єдина, хто залишається в живих, з усіх членів оригінального складу ансамблю.
Спроби реінкарнації гурту не мали успіху. Найвдалішим складом був із Джоном Філіпсом, його дочкою (від попереднього шлюбу) Макензі й співачкою Елейн «Спенкі» Макферлейн. Тим часом Чина Філіпс, донька Джона й Мішель, разом із двома дочками Браяна Вілсона (The Beach Boys), Керні й Венді, заснували дівочий колектив Willson Phillips. Їхній дебютний альбом 1990 року став найпродаванішим диском року в США й був номінований на чотири премії «Ґреммі».

## Склад
- «Тато» Джон Філліпс (John Phillips, *30 серпня 1935 — 18 березня 2001) — гітара, вокал, автор пісень, художній керівник гурту
- «Мама» Кесс Елліот (Cass Elliot, справжнє ім'я — Еллен Наомі Коен (Ellen Naomi Cohen), *19 вересня 1941 — 29 липня 1974) — вокал
- «Мама» Мішель Філліпс (Michelle Phillips, при народженні Голлі Мішель Джилліам (Holly Michelle Gilliam), *4 червня 1944 y Лонг-Біч, Каліфонія) — вокал
- «Тато» Денні Доерті (Denny Doherty, *29 листопада 1940 в Галіфаксі, Канада — *19 січня 2007 в Міссісозі, біля Торонто) — вокал

З червня по серпень 1966 року місце Мішель Філліпс в гурті заміняла Джилл Гібсон (Jill Gibson).

## Дискографія

### Альбоми
| Рік  | Альбом                                | Billboard 200 (США) | UK Albums Chart (Велика Британія) |
| ---- | ------------------------------------- | ------------------- | --------------------------------- |
| 1966 | If You Can Believe Your Eyes and Ears | 1                   | 3                                 |
| 1966 | The Mamas & the Papas                 | 4                   | 24                                |
| 1967 | The Mamas & The Papas Deliver         | 2                   | 4                                 |
| 1968 | The Papas & The Mamas                 | 15                  | -                                 |
| 1971 | People Like Us                        | 84                  | -                                 |

### Сингли
| Рік  | Назва                         | Позиції в чартах        | Позиції в чартах   | Альбом                                |
| Рік  | Назва                         | Billboard Hot 100 (США) | Велика Британія    | Альбом                                |
| ---- | ----------------------------- | ----------------------- | ------------------ | ------------------------------------- |
| 1965 | «Go Where You Wanna Go»       | —                       | —                  | If You Can Believe Your Eyes and Ears |
| 1965 | «California Dreamin'»         | 4                       | 232(1966) 9 (1997) |                                       |
| 1966 | «Monday, Monday»              | 1                       | 3                  | The Mamas and the Papas               |
| 1966 | «I Saw Her Again»             | 5                       | 11                 | The Mamas and the Papas               |
| 1966 | «Words of Love»               | 5                       | 471                | The Mamas and the Papas               |
| 1966 | «Dancing in the Street»       | 73                      | 471                | The Mamas and the Papas               |
| 1966 | «Look Through My Window»      | 24                      | —                  | The Mamas & The Papas Deliver         |
| 1967 | «Dedicated to the One I Love» | 2                       | 2                  | The Mamas & The Papas Deliver         |
| 1967 | «Creeque Alley»               | 5                       | 9                  | The Mamas & The Papas Deliver         |
| 1967 | «Hey Girl»                    | 134                     | —                  | If You Can Believe Your Eyes and Ears |
| 1967 | «Glad to Be Unhappy»          | 26                      | —                  | Golden Era Vol. 2                     |
| 1967 | «Dancing Bear»                | 51                      | —                  | The Mamas and the Papas               |
| 1967 | «Twelve Thirty»               | 20                      | —                  | The Papas & The Mamas                 |
| 1968 | «Safe In My Garden»           | 53                      | —                  | The Papas & The Mamas                 |
| 1968 | «Dream a Little Dream of Me»  | 12                      | 11                 | The Papas & The Mamas                 |
| 1968 | «For The Love Of Ivy»         | 81                      | —                  | The Papas & The Mamas                 |
| 1968 | «Do You Wanna Dance»          | 76                      | —                  | If You Can Believe Your Eyes and Ears |
| 1972 | «Step Out»                    | 81                      | —                  | People Like Us                        |

- 1 У Великій Британії Dancing in the Street була видана на синглі разом із Words of Love.
- 2 California Dreamin' вийшла у Великій Британії в 1997 році.